# Þorramatur
Þorramatur er et udvalg af traditionel islandsk mad, hovedsageligt kød- og fiskeprodukter, der er tilberedt på en traditionel måde, skåret i skiver eller bidder og serveres med rúgbrauð (rugbrød), smør og brændevin. 
Þorramatur spises under den gamle nordiske måned þorri (Thorri), i januar og februar, især under midvinterfesten Þorrablót som en hyldest til den gamle islandske kultur. Þorramatur er således mest forbundet med traditionen for at fejre Þorrablót og måltidet serveras oftest som en buffét. Under disse måneder kan man på mange islandske restauranter få serverad Þorramatur, ofte på træplader ("trog") sammen med rigelige mængder af brændevin. I købmandsforretninger kan man på samme tid finde plasticposer med et udvalg af islandske delikatesser.

## Retter
Þorramatur består af flere forskellige madretter, inklusiv:
- Kæstur hákarl, på dansk også kaldet surhaj, er gæret grønlandshaj eller brugde.
- Súrsaðir hrútspungar, fåretestikler, pressede til blokke, som koges og mælkesyres.
- Svið, svedne lammehoveder, som siden koges og iblandes mælkesyre.
- Sviðasulta, sylte lavet på svið, iblandet mælkesyre
- Lifrarpylsa, leverpølse, lavet på lever og fedt fra får blandet med rugmel og havre.
- Blóðmör (også kaldet slátur, som betyder slagtet), en type af blodpølse lavet på fåreblod og fedt blandet med rugmel og havre.
- Harðfiskur, tørfisk (ofte kuller, torsk eller havkat) serverad med smør.
- Rúgbrauð traditionelt islandsk rugbrød
- Hangikjöt, røget lammekød, fårekølle eller -bov, spises sommetider råt.
- Lundabaggi, mælkesyret og presset fårekød.
- Selshreifar, mælkesyrede sælluffer

| Mad og drikke | Spire Denne artikel om mad og drikke er en spire som bør udbygges. Du er velkommen til at hjælpe Wikipedia ved at udvide den. |